# SP-46
A SP-46 é uma rodovia radial do estado de São Paulo, administrada pelo Departamento de Estradas de Rodagem do Estado de São Paulo (DER-SP).

## Denominações
Recebe as seguintes denominações em seu trajeto:
	Nome:		Oswaldo Barbosa Guisardi
- De – até:	 Santo Antônio do Pinhal – SP-50
- Legislação: LEI 3.920 DE 28/11/83

## Descrição
Principais pontos de passagem: SP 050 - Santo Antonio do Pinhal - Eugenio Lefèvre - SP 123

## Características

### Extensão
- Km Inicial: 151,200
- Km Final: 167,100

### Localidades atendidas
- Santo Antônio do Pinhal
- Pindamonhangaba